# Siergiej Fiesikow
Siergiej Fiesikow (ros. Сергей Васильевич Фесиков;  ur. 21 stycznia 1989 w Leningradzie) – rosyjski pływak specjalizujący się w pływaniu stylu dowolnym, dwukrotny mistrz Europy na krótkim basenie.
Do największych sukcesów Fiesikowa zalicza się zdobycie brązowego medalu w 2012 roku podczas igrzysk olimpijskich w Londynie w sztafecie na dystansie 4 × 100 m stylem dowolnym.
Na mistrzostwach świata na krótkim basenie Rosjanin wygrał trzy medale, dwa srebrne oraz brązowy, wszystkie w 2010 roku w Dubaju.
Startując na mistrzostwach Europy na krótkim basenie Fiesikow wywalczył łącznie dziesięć medali, w tym trzy złote. W 2009 roku w Stambule zwyciężył płynąc w sztafecie 4 × 50 m stylem zmiennym, a w 2011 roku w Szczecinie zajął pierwsze miejsce w indywidualnym wyścigu na 100 m stylem dowolnym oraz w 2013 roku w Herning zwyciężył płynąc w sztafecie 4 × 50 m stylem dowolnym.